# Miosis

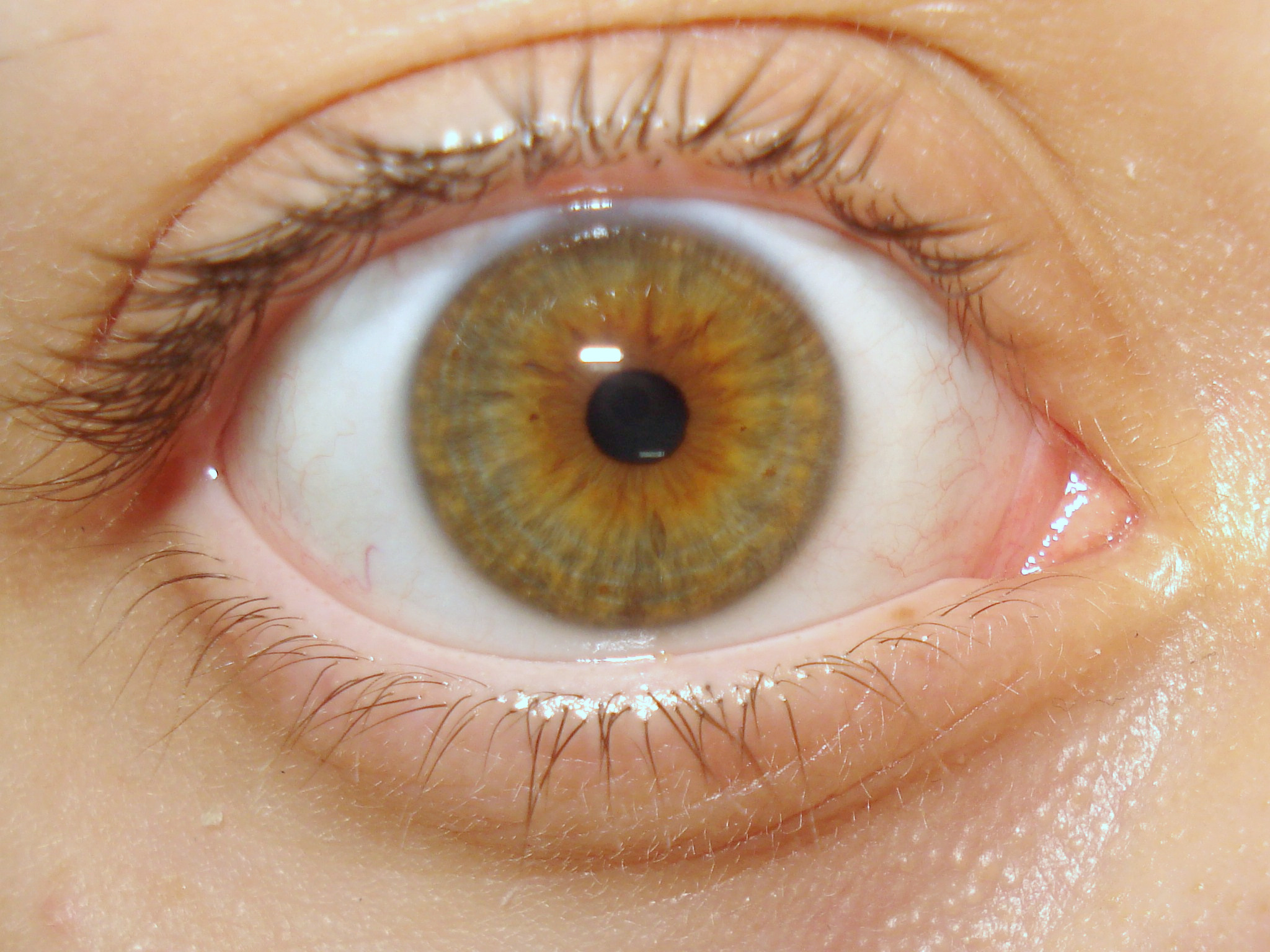
Miosis eines menschlichen Auges

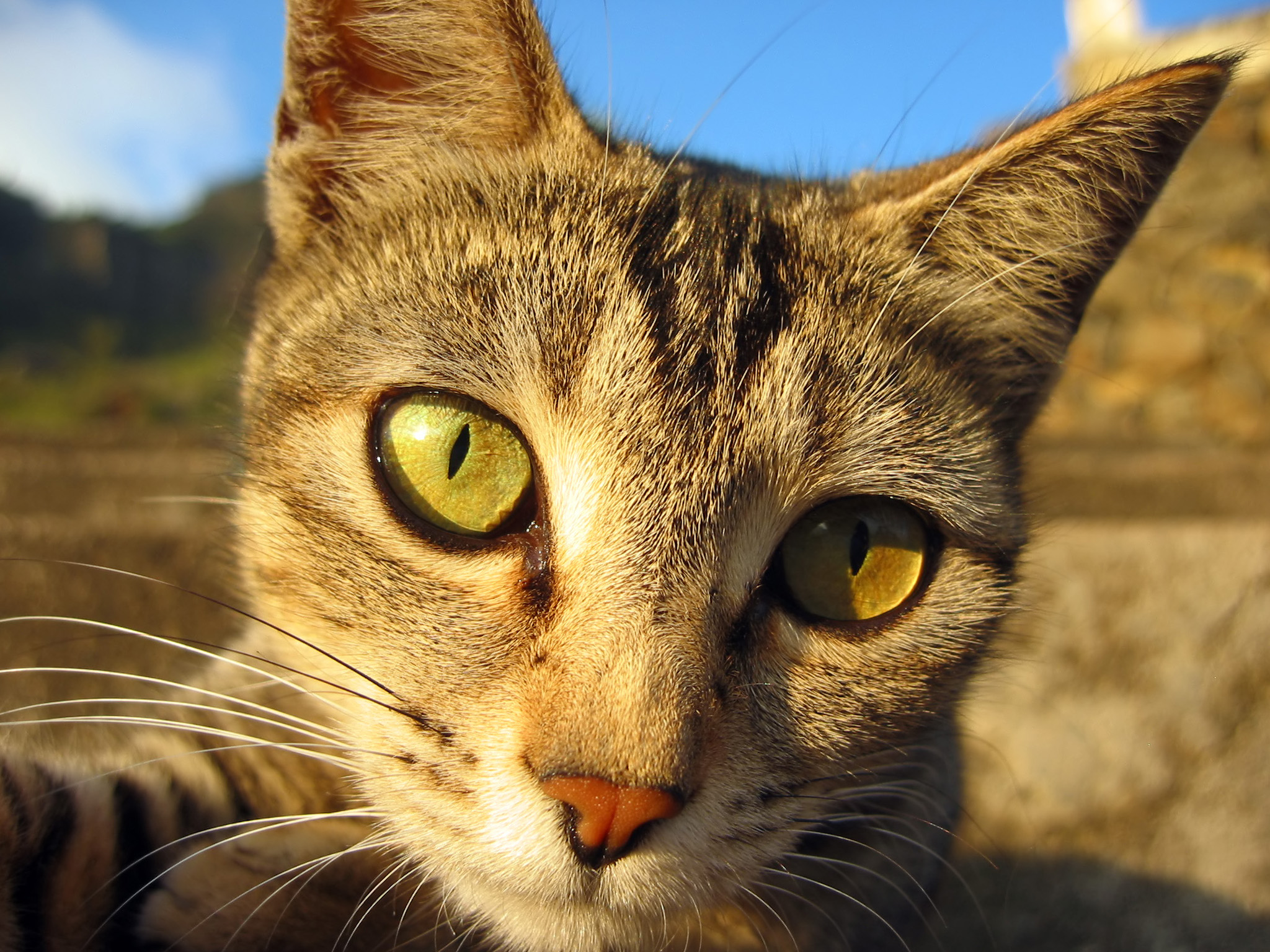
Verengte Pupille bei einer Hauskatze

Miosis (altgriechisch μείωσις meiōsis, deutsch ‚Verkleinerung‘) oder Stenokorie (zu altgr. στενός, stenos ‚eng‘ und κόρη, korē ‚Pupille‘) ist die medizinische Bezeichnung für die ein- oder beidseitige Engstellung der Pupille. Ausgehend von einem durchschnittlichen Durchmesser des Sehlochs kann sie unterschiedlich stark ausgeprägt sein. Das Gegenteil der Miosis, eine Weitstellung der Pupille, wird als Mydriasis bezeichnet.

## Ursachen
Eine Miosis wird hervorgerufen durch die Kontraktion des Musculus sphincter pupillae in der Iris des Auges oder durch Ausfall oder Einschränkung  seines Gegenspielers (Antagonisten), des Musculus dilatator pupillae; beide zählen zu den inneren Augenmuskeln und bestehen aus glatter Muskulatur.

### Physiologische Miosis
Die physiologische Miosis (Verengerung der Pupille, wie sie von dem persischen Arzt Rhazes um das Jahr 900 beobachtet wurde) wird über parasympathische Nervenfasern vermittelt und bei Lichteinfall als Adaptation ausgelöst sowie bei der Nahfixation zusammen mit der Akkommodation und der Konvergenzbewegung als sogenannte Naheinstellungstrias infolge eines neurophysiologischen Regelkreises, der diese gemeinsam steuert. Zudem tritt sie im Zusammenhang mit dem Lidschlussreflex auf (Westphal-Piltz-Phänomen).

### Pathologische Miosis
Ursachen einer pathologischen Miosis können Schädigungen der sympathischen Versorgung beim Horner-Syndrom (Miosis paralytica, meist einseitig) sein, sowie eine beidseitige reflektorische Pupillenstarre beim Argyll-Robertson-Syndrom, meist durch eine Neurolues verursacht. Als Miosis spastica kann sich eine Reizung des Parasympathikus im Okulomotoriussystem präsentieren, die zumeist in eine Mydriasis paralytica übergeht und Vorstadium einer Lähmung des Nervus oculomotorius sein kann.

### Pharmaka
Gezielt herbeigeführt wird eine Miosis mit pharmakologischen Mitteln, Miotika (z. B. Pilocarpin) genannt, zu therapeutischen Zwecken, beispielsweise bei einem Glaukom, oder zur differentialdiagnostischen Abklärung bei der pharmakodynamischen Untersuchung einer Pupillotonie. Darüber hinaus kann die Wirkung von Opiaten oder Opioiden eine Miosis hervorrufen.
Dagegen können Mydriatika wie Atropin oder Hyoscyamin durch eine Lähmung des Musculus sphincter pupillae eine Miosis vorübergehend verhindern. Dies ist bei Verabreichung von Parasympatholytika begleitet von einem Akkommodationsverlust, hervorgerufen durch ihre lähmende Wirkung auf den parasympathisch innervierten Anteil des Ziliarmuskels.

## Miosis und Sehschärfe
Eine ausgeprägte Miosis (um 2,0 mm) kann, selbst bei linsenlosen (aphaken) Menschen, zu einer gewissen Verbesserung der Sehschärfe führen. Denn durch die Einengung des Sehlochs wird die Schärfentiefe erhöht, ähnlich der Blendenwirkung beim Fotografieren, der Wirkungsweise einer Lochkamera (Camera obscura) oder einer stenopäischen Lücke.